# Liparis callyodon
Liparis callyodon és una espècie de peix pertanyent a la família dels lipàrids.

## Descripció
- Fa 12,7 cm de llargària màxima.
- Nombre de vèrtebres: 39-42.[3][4]

## Hàbitat
És un peix marí, demersal i de clima temperat que viu entre 0-20 m de fondària.

## Distribució geogràfica
Es troba des de les costes del mar de Bering a Alaska fins a l'oest de les illes Aleutianes i Oregon (els Estats Units).

## Observacions
És inofensiu per als humans.